# Hasta luego (álbum)
Disco recopilatorio de Los Rodríguez que recoge la que sería su última gira, en 1996. El álbum es un recorrido por los temas imprescindibles del grupo, con canciones en directo y algunos inéditos en forma de maqueta. El disco sería editado por Dro East West/Gasa, y sería el último recopilatorio, antes de la edición del 'discolibro' del mismo título, y el box 'Para no olvidar'.

## Lista de canciones
1. Mi enfermedad (Versión '96) (3:33)
2. Copa rota (3:43)
3. A los ojos (Vivo) (4:14)
4. Engánchate conmigo (3:22)
5. Buena suerte (3:07)
6. Canal 69 (Vivo con Fito Páez) (3:04)
7. Sin documentos (4:46)
8. Me estás atrapando otra vez (Vivo) (7:14)
9. Dulce condena (4:40)
10. Salud (dinero y amor) (3:23)
11. Palabras más, palabras menos (Vivo) (4:35)
12. Aquí no podemos hacerlo (Dub 96) (4:36)
13. Milonga del marinero y el capitán (3:25)
14. Extraño (Versión '96) (4:03)
15. Para no olvidar (4:11)
16. Mucho mejor (Versión '96) (4:05)
17. En el último trago (Versión '96) (3:14)
18. Cuando te has ido (Demo '92) (2:28)
19. La mirada del adiós (Demo '90) (2:46)

- Datos: Q5892693